# ヘンゲボヤ
ヘンゲボヤ Polycitor proliferus (Oka) は、群体性のホヤの一つ。丸っこい団子状の小さな群体を作る。表面は白いが、内側の赤が透けて見える。

## 特徴
群体は20mm×10mm、高さ6mm程度の楕円形塊状となる。大きくなると分裂するので、極端に大きなものはなく、だいたい大きさが揃っている。外皮は透明で寒天状だがとても強い。その表面は滑らかで、異物が付着することはない。水から出すと完全に滑らかな塊だが、水中では入水孔、出水孔が大きく開いて、見かけはかなり異なる。被嚢の表面には白い色素があって群体は白っぽく見えるが、色素の程度によっては内部の個虫が透けて見え、橙色に見える。またそうでなくとも群体側面は色素が薄く、橙褐色が透けて見える。一つの群体に含まれる個虫の数は数十個体で大きな群体では100ほどになる。
個虫は4mmほどの大きさで、外皮に垂直に埋まり、その配列には規則性が見て取れない。入水孔と出水孔はいずれも直接に外界に開く。個虫の体は胸・腹の2部が区別でき、鰓孔列は6。消化管は単純な環状で胃は腹部の前半から中央にあり、表面には20-30の縦襞がある。成熟した生殖腺は消化管が曲がった部分の背側にある後腹部に収まる。

## 分布
相模湾以南の太平洋岸に普通に見られる。(岡田, 内田 & 内田, p. 114)には国外の分布に台湾を挙げているが、西村監修 1965は国外の情報は不明としている。

## 生態など
岩礁海岸の潮間帯、特に低潮線付近に見られ、岩石上に付着、転石の下面にも見られることがある。他にホンダワラなど海藻の根本付近や、希にカニの甲に付着して発見されることもある。
有性生殖の他、無性生殖が盛んに行われる。群体内では個虫が横分裂によって増殖する。群体そのものは二分して増える分裂の他に、特殊な型として一個虫が周囲に少数の被嚢を合わせた形で芽出し、これが母群体を離れて独立するという方法が見られる。これを群体出芽という。なお、学名の種小名 proliferus も、この出芽するという性質に基づく。
群体の成長に伴って個虫も成熟するらしく、神奈川県での調査では、含まれる個虫が40以下の群体では有性生殖器官が成熟した個虫は個虫の半数に満たないが、それ以上の個虫を含む群では成熟個体が半数を超え、より個虫の多い群体ではほとんどの個虫が成熟卵や胚を抱えている。種田・山口はこれについて、群体の分裂によって個虫の『若返り』が生じるのではないかと述べ、他の群体ボヤでは生活に不適な時期に個虫を退化させたり有性生殖をした後に死滅する例があること、本種ではそのようなことが起きないことから、この『若返り』によってそれを乗り越えられている可能性を論じている。

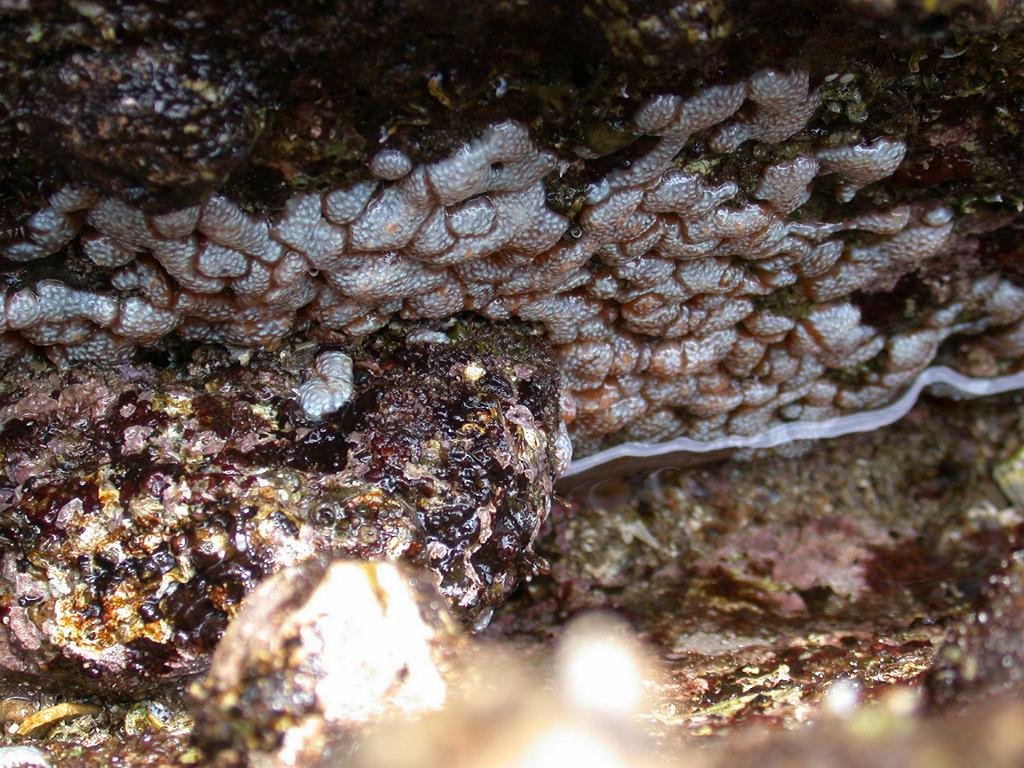
干出した群体の集団
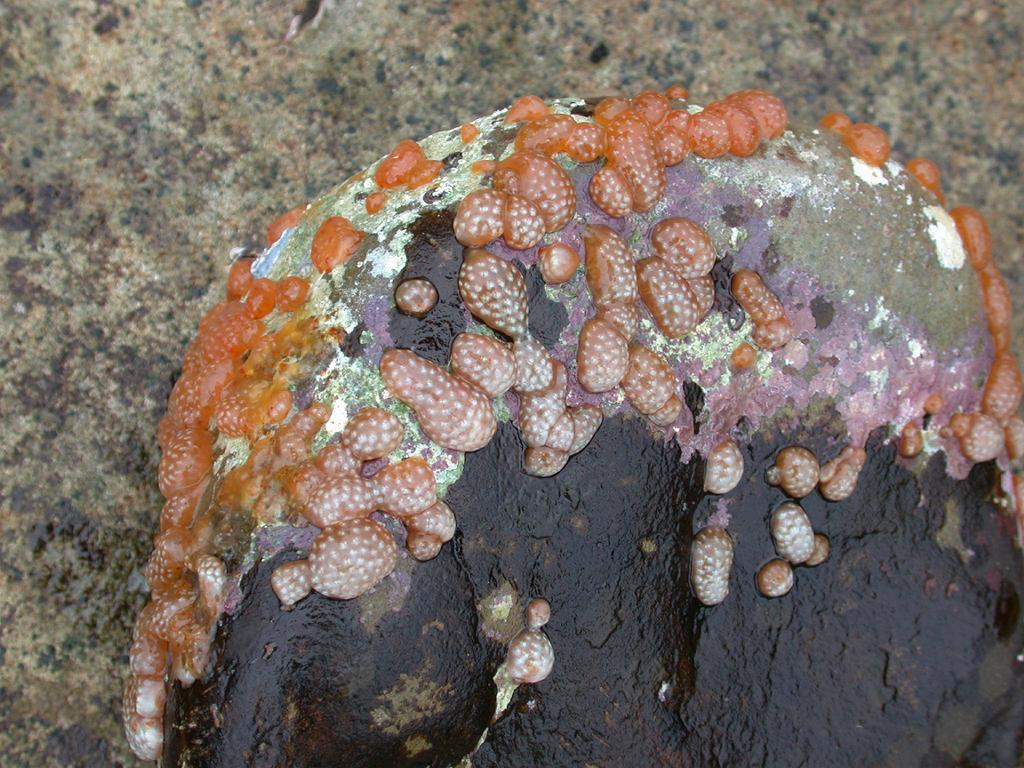
転石下面の群体の集団 色素が薄いため赤く見える